# کاخ پیزارو، کیتو
هتل پلازا گرانده به معنی هتل قصر بزرگ یک هتل پنج ستاره لوکس در مرکز تاریخی کیتو، اکوادور است. این هتل در کنار کاخ کاروندلت و کاخ ااُسقف اعظم واقع شده است و رو به میدان مرکزی بافت قدیمی شهر، پلازا دِ لا ایندِپندِنسیا (میدان آزادی)، است. این هتل در یک عمارت استعماری اسپانیایی بازسازی شده جای دارد که قبلاً متعلق به یکی از اولین ساکنان استعماری کیتو، خوان دیاز د هیدالگو، بود.

## معماری و مبلمان
این ساختمان به دلیل «نمای التقاطی و ستون‌های باروک» مورد توجه قرار گرفته است. فضای داخلی به عنوان «انحصاری، ظریف و حتی منحط در سراسر و واقعا بوتیک» توصیف شده است. هتل بسیار گران‌قیمت است. اتاق‌ها شبی ۵۰۰ تا ۲۰۰۰ دلار در دسترس هستند. این شامل ۱۵ سوئیت است که به دو دسته پلازا ویو و سوئیت رویال تقسیم می‌شوند و یکی از سوئیت‌های ریاست جمهوری گران‌ترین آنهاست.
در طبقه همکف پذیرش و کافه هتل، محبوب تجار و مقامات است که غذاهای بین‌المللی و اکوادوری سرو می‌کند. در طبقه اول، رستوران شاخص لا بِیه اپوکه قرار دارد که غذاهای فرانسوی و غذاهای بین‌المللی سرو می‌کند. این رستوران که در اتاقی مجلل با الهام از سبک آرت نوو قرار دارد، بیش از ۱۵۰۰ بطری شراب دارد.
سوئیت‌ها در طبقات دوم و سوم قرار دارند. اتاق‌ها همگی از ابعاد قابل توجه و مجلل هستند. فرامرز این دکور را به‌عنوان «صافی‌شده، با پرده‌های سنگین، مبلمان شیک، پارچه‌های ظریف، و هنرهای خوش سلیقه و ملیله روی دیوارها» توصیف می‌کند. اتاق‌ها اثاثیه غنی، شامل کمدهای دورهٔ استعماری، میز، آینه و آثار هنری دارند که فضای دنیای استعماری قدیمی را بازسازی می‌کند و همچنین شامل تلویزیون‌های صفحه تخت ۴۲ اینچی است. حمام‌ها نیز بزرگ هستند و دارای جکوزی و وان دوش و لباس‌های لوکس هستند. حمام‌ها حتی در سوئیت‌های پلازا ویو با دستشویی‌های مرمر و چوب ظریف‌تر هستند. در طبقه بالا شامپاین بار و کنیاک بار قرار دارد که بین آنها یک تراس وجود دارد.